# Rhyacophila shekigawana
Rhyacophila shekigawana är en nattsländeart som beskrevs av Kobayashi 1973. Rhyacophila shekigawana ingår i släktet Rhyacophila och familjen rovnattsländor. Inga underarter finns listade i Catalogue of Life.